# طرخشقون ملتبس
طرخشقون ملتبس (الاسم العلمي:Taraxacum confusum) هو نوع من النباتات يتبع جنس الطرخشقون من الفصيلة النجمية.